# دالی بن صلاح
دالی بن صلاح (انگلیسی: Dali Benssalah؛ زادهٔ ۸ ژانویهٔ ۱۹۹۲) بازیگر الجزایری-فرانسوی است.
از فیلم‌ها یا برنامه‌های تلویزیونی که وی در آن نقش داشته است می‌توان به راننده فرار اتفاقی اشاره کرد.

## زندگینامه
بن‌صلاح در خانواده‌ای با اصالت الجزایری در رن فرانسه متولد شد. او قبل از فارغ‌التحصیلی از مدرسه‌ی هنرهای رزمی کور فلوران ، قهرمان موای تای  شد. وی از سال ۲۰۱۳ فعالیت خود را در سینما و تلویزیون آغاز کرد. در سال ۲۰۱۸ در فیلم «یک مرد وفادار» ساخته لویی گارل ظاهر شد و به خاطر نقشش به عنوان آدمکش پریمو در فیلم زمانی برای مردن نیست از مجموعه فیلم‌های جیمز باند در بین مخاطبان بین‌المللی شناخته شد.

## فیلم‌شناسی
- ۲۰۱۳: اسرار کوچک بین همسایگان
- ۲۰۱۷: سالاد گوجه فرنگی و پیاز
- ۲۰۱۷: من یک زخم هستم
- ۲۰۱۸: قرمز
- ۲۰۱۸: ناکس
- ۲۰۱۸: ریل
- ۲۰۱۸: خداحافظ تام سلک
- ۲۰۱۸: مردی وفادار
- ۲۰۱۹: فلش
- ۲۰۱۹: وحشی‌ها
- ۲۰۱۹: جریان خیابان
- ۲۰۲۱: من و برادرانم
- ۲۰۲۱: زمانی برای مردن نیست
- ۲۰۲۲: آتنا
- ۲۰۲۲: آخرین ملکه
- ۲۰۲۳: راننده فرار اتفاقی
- ۲۰۲۳: چهره همه شما